# Дитикон
Дитикон (на немски: Dietikon, на немски се изговаря по-близко до Дийтикон) е курортен град в Северна Швейцария, кантон Цюрих. Главен административен център на едноименния окръг Дитикон. Разположен е около мястото на вливането на реките Репиш и Лимат на 10 km на северозапад от Цюрих. Първите сведения за града като населено място датират от около 1100 г. Има жп гара. Населението му е 22 954 души по данни от преброяването през 2008 г.